# Strażnica WOP Jaryłówka
Strażnica WOP Kruszyniany/Jaryłówka – podstawowy pododdział graniczny Wojsk Ochrony Pogranicza pełniący służbę ochronną na granicy polsko-radzieckiej.

## Formowanie i zmiany organizacyjne
Strażnica została sformowana w 1945 w strukturze 28 komendy odcinka jako 131 strażnica WOP (Kruszyniany) o stanie 56 żołnierzy. Kierownictwo strażnicy stanowili: komendant strażnicy, zastępca komendanta do spraw polityczno-wychowawczych i zastępca do spraw zwiadu. Strażnica składała się z dwóch drużyn strzeleckich, drużyny fizylierów, drużyny łączności i gospodarczej. Etat przewidywał także instruktora do tresury psów służbowych oraz instruktora sanitarnego.
W 1951 131 strażnica WOP stacjonowała w m. Jaryłówka.
Z dniem 1.06.1952 strażnicę nr 131 włączono do 223 batalionu WOP. 
Od 15 marca 1954 wprowadzono nową numerację strażnic. Strażnica III kategorii otrzymała numer 125.
Z dniem 15. 11.1955 zlikwidowano sztab batalionu. Strażnica podporządkowana została bezpośrednio pod sztab brygady. W sztabie brygady wprowadzono stanowiska nieetatowych oficerów kierunkowych odpowiedzialnych za służbę graniczną strażnic .
W lipcu 1956 rozwiązano strażnicę . W jej miejsce zorganizowano placówkę graniczną WOP kategorii „B” Jaryłówka. Placówka swoim zasięgiem obejmowała powiat białostocki.

## Służba graniczna
Faktyczną ochronę granicy strażnica rozpoczęła w czerwcu 1946.
W 1960 3 placówka WOP Jaryłówka ochraniała 60 km odcinek granicy państwowej od znaku granicznego 1535 do zn. gr. 1635.
Sąsiednie strażnice:
130 strażnica WOP Krynki ⇔ 132 strażnica WOP Jałówka – 1946

## Dowódcy strażnicy
- ppor. Paszkowski[3]
- chor. Dominik Bienie.. (?-1952)
- chor. Walenty Chechoń (1952-?)
- por. Mikołaj Syczewski (dowódca placówki) – (1956-?)[8]